# Aquí se habla español
Aquí se habla español es un programa de televisión que se transmite todos los Sábados por Color Visión, en el horario de 12:00 p. m. del mediodía hasta las 3:00 p. m. de la tarde. Comenzó su transmisión en 2010 y hasta 2012 por Color Visión. Desde 2012 hasta el 2022 el programa inicia una nueva temporada estableciéndose como uno de los programas de televisión más populares y admirados de la República Dominicana. 
 El programa es una producción de la productora Vistalux International presidida por el empresario Carlos Salcedo Gavilán en asociación con el animador Daniel Sarcos.
Este programa ha sido nominado varias veces en los Premios Casandra (actuales Premios Soberano), en la categoría Programa Semanal de Entretenemiento.
Este programa con tan poco tiempo en el aire, ha logrado obtener altos puntos en rating posicionándose así como uno de los programas de la televisión dominicana con mayor sintonía.
Dentro de su equipo de producción se destacan: Geisha Rivas como coordinadora de producción y Carlos A. Salcedo, hijo del señor Carlos Salcedo Gavilán.

## Estudios
Aquí se habla español era trasmitido desde los estudios de Color Visión. En enero del 2012 se anunció que el programa sería transmitido por Antena Latina, estrenado así una nueva temporada del programa en donde se integran dos nuevos conductores René Castillo y Aquiles Correa. El 23 de marzo del 2013, se empieza a transmitir el programa a través de la cadena televisiva Telemundo, solamente para el público puertorriqueño por la extensión de este canal en Puerto Rico llamada Telemundo Puerto Rico. En ese canal el programa se transmite los sábados a las 6:00 p. m. (hora de Puerto Rico).

### Conductores
| Nombre          | Años | Años | Años | Años | Años | Años | Años | Años | Años | Años | Años |
| Nombre          | 2010 | 2011 | 2012 | 2013 | 2014 | 2015 | 2016 | 2017 | 2018 | 2019 | 2020 |
| --------------- | ---- | ---- | ---- | ---- | ---- | ---- | ---- | ---- | ---- | ---- | ---- |
| Daniel Sarcos   |      |      |      |      |      |      |      |      |      |      |      |
| Ibelka Ulerio   |      |      |      |      |      |      |      |      |      |      |      |
| Ana Carmen León |      |      |      |      |      |      |      |      |      |      |      |
| Aquiles Correa  |      |      |      |      |      |      |      |      |      |      |      |
| Liondy Ozoria   |      |      |      |      |      |      |      |      |      |      |      |
| Sarodj Bertin   |      |      |      |      |      |      |      |      |      |      |      |

     = Años como Conductor.

## Premios y nominaciones
| Año  | Nominación            | Evento           | Premio                              | Resultado |
| ---- | --------------------- | ---------------- | ----------------------------------- | --------- |
| 2011 | Aquí se habla español | Premios Casandra | Programa Semanal de Entretenimiento | Nominado  |
| 2012 | Aquí se habla español | Premios Casandra | Programa Semanal de Entretenimiento | Nominado  |
| 2013 | Aquí se habla español | Premios Soberano | Programa Semanal de Entretenimiento | Nominado  |
| 2014 | Aquí se habla español | Premios Soberano | Programa Semanal de Entretenimiento | Ganador   |